# Prayols
Prayols é uma comuna francesa na região administrativa de Occitânia, no departamento de Ariège. Estende-se por uma área de 7,76 km². Em 2010 a comuna tinha 381 habitantes (densidade: 49,1 hab./km²).